# The Last Shot (1916)
The Last Shot is een Amerikaanse film uit 1916, geregisseerd door George Terwilliger.

## Rolverdeling
| Acteur            | Personage    |
| ----------------- | ------------ |
| Arthur Matthews   | James Nering |
| Ormi Hawley       | Enid Lang    |
| Earl Metcalfe     | Lt. Thomas   |
| William H. Turner | The Italian  |
| Eleanor Barry     | Rose Mottle  |
| Herbert Fortier   |              |